# Meroveu
Meroveu (en llatí Meroveus) fou un rei dels francs, avi de Clodoveu I fundador efectiu de la monarquia dels francs. El seu regnat hauria durat uns deu anys i el va succeir el seu fill Khilderic I. La dinastia dels francs va adoptar el nom de merovingis que deriva de Meroveu, però alguns erudits sospiten que el nom derivaria d'un ancestre comú de tots els reis que van formar la confederació dels francs.
Les llegendes de l'edat mitjana el van incloure entre els primers reis francs després de Faramon (Pharamundus) i Clodió. Meroveu va seguir a aquest i fou el pare de Khilderic I. Clodió o Kholgion tenia la seu a Dispargum de situació incerta, i que va conquerir Camaracum (Cambrai) i tot el país fins al riu Somme (llatí Sumina). Això hauria passat abans del 428, any en què Aeci l'hauria expulsat de la Gàl·lia, però alguns autors consideren que això va passar el 445 i que l'adquisició fou permanent.
Que Meroveu fou el successor de Clodió és una cosa probable, però podria ser un fill o un nebot segons les fonts. El Chronicon d'Adó de Viena del Delfinat li atribueix la conquesta de Trèveris, la destrucció de Metz i la invasió del país d'Aurèlia (Orleans) però Gregori de Tours no en parla. El retòric Prisc suposa que Meroveu fou un dels dos prínceps francs que van disputar la successió del pare, un amb el suport d'Àtila i l'altra d'Aeci. El Chronicon de Pròsper Tyro situa el començament del seu regnat el 448, però la seva autoritat és petita.